# Kurt Heuser (Drehbuchautor)
Kurt Heuser (* 23. Dezember 1903 in Straßburg, Deutsches Reich; † 20. Juni 1975 in Ebersberg) war ein deutscher Drehbuchautor und Schriftsteller.

## Leben
Sein Vater Ernst Heuser starb in der Nacht auf den 20. März 1918 als Major im Stab des Armee-Oberkommando A. Aus dem damaligen Reichsland Elsaß-Lothringen optierte die Familie Heuser nach Berlin. Kurt Heusers Stiefvater, Bankdirektor Johann Baptist Rath („Onkel Bat“), ermöglichte Kurt Heuser den Besuch an dem elitären Arndt-Gymnasium in Berlin-Dahlem zwischen 1919 und 1922. Im Arndt-Gymnasium war Kurt Heuser in dessen Theater-Gruppe und im „Literarischen Verein“. Nach einer Banklehre und einem Jurastudium sollte Heuser eine Bank-Karriere machen, wie sein Stiefvater. Er entschied sich jedoch für eine Ausbildung zum Tropenlandwirt an der deutschen Kolonialschule in Witzenhausen und ging in der zweiten Hälfte der 1920er-Jahre nach Portugiesisch-Ostafrika. Als Baumwollpflanzer fand er dort zur Schriftstellerei. Seine Erfahrungen in der Kolonie gaben ihm Stoff für einige Romane und Erzählungen. Dazu gehörten Elfenbein für Felicitas (1928), Die Reise ins Innere (1931), Buschkrieg und der jenseits von Afrika in der Heimat geschriebene allegorische Gesellschaftsroman Abenteuer in Vineta (1932). Im Jahr 1974 folgte noch der als Lebenswerk geschriebene Afrika-Roman Malabella – Geschichte einer Pflanzung. Sein bekanntester Text ist der Liedtext für So oder So ist das Leben im UFA-Film Liebe, Tod und Teufel.
1930 kehrte Heuser aus Afrika zurück und wurde von Verlag und Familie Fischer freundlich aufgenommen. Schon während seiner Zeit in der Kolonie hatte die Neue Rundschau einige Werke abgedruckt. Im Nationalsozialismus begann Heuser dann eine Karriere als Drehbuchautor, die ihn schnell beliebt werden ließ. Seine Einstellung gegenüber dem Nationalsozialismus wird als ablehnend beschrieben, so z. B. von Carl Zuckmayer in seinem Geheimreport sowie von Gottfried B. Fischer. Kurt Heuser hatte der jüdischen Familie Fischer zur Flucht verholfen und das Angebot von Joseph Goebbels, das Drehbuch für Jud Süß zu schreiben, abgelehnt. Marcel Reich-Ranicki bezeichnet dies in seinem Nachruf auf Heuser als „Historisches Nein“.
Dass seine Texte aber Anschlussfähigkeit an den Nationalsozialismus hatten, zeigen zum einen sein Erfolg im NS-Filmgeschäft mit Propagandafilmen wie Achtung! Feind hört mit und zum anderen sein Werk Feldzug gegen England, das für die Wehrmacht neu aufgelegt wurde. Zusammen mit seinem Co-Autor Harald Bratt schrieb Heuser dem Schauspieler Emil Jannings die Rolle des Ohm Krügers in dem gleichnamigen NS-Propagandafilm nach dessen Vorstellungen auf den Leib, was Jannings in Widerspruch zu Joseph Goebbels’ Aufzeichnungen jedoch abstritt. Neue Recherchen von János Riesz legen nahe, dass Goebbels das Drehbuch so entscheidend abänderte, dass es erst zu seiner anti-britischen Propaganda gelangte, die Heuser nie so beabsichtigt hatte. Das geht aus einer Rechtfertigung Heusers hervor, wobei jedoch ergänzt werden kann, dass die Stofftradition zu der Zeit in Deutschland an sich schon anti-britisches Potential hatte.
Nach 1945 war Heuser weiterhin als Drehbuchautor tätig. Er stand mit vielen deutschsprachigen Film- und Literaturschaffenden in Kontakt und nahm an den Tagungen der Gruppe 47 teil. Sein letztes Werk Malabella konnte nicht an seine ersten Erfolge als Autor anschließen, obwohl es z. B. von Christa Rotzoll in der Frankfurter Allgemeinen Zeitung hoch gelobt wurde.

## Drehbücher
- 1934: Liebe, Tod und Teufel
- 1935: Einer zuviel an Bord
- 1936: Ein seltsamer Gast
- 1936: Port Arthur
- 1936: Schlußakkord
- 1937: Condottieri
- 1937: Zu neuen Ufern
- 1938: Großalarm
- 1938: Rote Orchideen
- 1939: Die unheimlichen Wünsche
- 1939: Johannisfeuer
- 1939: Befreite Hände
- 1940: Die 3 Codonas
- 1940: Achtung! Feind hört mit!
- 1941: Ohm Krüger
- 1941: Das Mädchen von Fanö
- 1941: Leichte Muse
- 1942: Rembrandt
- 1943: Paracelsus
- 1943: Liebe, Leidenschaft und Leid
- 1948: Der Prozeß
- 1948: Gottes Engel sind überall
- 1948: Maresi
- 1950: Prämien auf den Tod
- 1950: Ruf aus dem Äther
- 1952: Der große Zapfenstreich
- 1952: Alraune
- 1952: Die große Versuchung
- 1954: Ein Leben für Do
- 1954: Orientexpress (Orient Express)
- 1955: Oberarzt Dr. Solm
- 1955: André und Ursula
- 1955: Vor Gott und den Menschen
- 1956: Von der Liebe besiegt
- 1958: Ich war ihm hörig
- 1958: Die Sklavenkarawane
- 1959: Zieh weiter, Pony (Auf allen Straßen)
- 1959: Alle Tage ist kein Sonntag
- 1959: Und ewig singen die Wälder
- 1960: Die Fastnachtsbeichte
- 1961: Via Mala
- 1961: Bis zum Ende aller Tage
- 1961: Unser Haus in Kamerun
- 1962: Waldrausch
- 1964: Lausbubengeschichten
- 1964: Die Schelme im Paradies (TV)
- 1965: Die Herren
- 1967: Frühling in Baden-Baden (TV)

## Werke
- Elfenbein für Felicitas, S. Fischer Verlag, Berlin 1928
- Die Reise ins Innere, S. Fischer Verlag, Berlin 1931
- Buschkrieg, S. Fischer Verlag, Berlin 1933
- Abenteuer in Vineta, S. Fischer Verlag, Berlin 1933

## Hörspielmusik
- 1948: Stefan Zweig: Volpone – Regie: Hanns Farenburg (Berliner Rundfunk)

## Ausstellungen
- 2018: Kurt Heuser – Leben und Werk, Galerie im Rathaus, Ebersberg[12][13][14]